# Зенкевич, Лев Александрович
Лев Алекса́ндрович Зенке́вич (4 [16] июня 1889, Царев, Астраханская губерния — 20 июня 1970, Москва) — советский учёный-океанолог, зоолог и гидробиолог, создатель отечественной биологической океанологии, академик АН СССР (1968), лауреат Государственной премии, почётный член Географического общества.

## Биография
Родился 4 (16) июня 1889 городе Цареве Астраханской губернии в семье ветеринарного врача.
Учился в Тверской классической гимназии (1 и 2 классы вместе с будущим академиком А. Н. Туполевым), затем в Оренбургской классической гимназии, которую закончил в 1908 году.
Поступил на юридический факультет Императорского Московского университета, но в 1911 году был исключён за участие в студенческих беспорядках. В 1912 году экстерном окончил юридический факультет и поступил на естественное отделение физико-математического факультета. Будучи на учебной практике в 1914 году в Мурманске он впервые познакомился с морской фауной, определившей его дальнейшие научные изыскания.
В 1916 году окончил Московский университет и был оставлен для подготовки к профессорскому званию. Будучи в должности сверхштатного ассистента по зоологии в 1917 году принимал участие в экспедиции на Байкал.
В 1920 году участвовал в составе Северной научно-промысловой экспедиции, а в 1921 году в экспедиции Плавучего морского института в Баренцевом море. Собственно и к созданию этого института Лев Александрович, будучи одним из активных членов комитета по его созданию, имел самое непосредственное отношение. В дальнейшем не раз принимал участие в экспедициях института в Баренцево, Белое и Карское моря, и был начальников 6 из них.
В 1930 году он возглавил кафедру общей зоологии, а в 1931 году кафедру зоологии беспозвоночных биологического факультета. Начиная с 1932 года вместе с сотрудниками Всесоюзного института рыбного хозяйства и океанографии начал масштабную работу по изучению бентоса Каспийского и Азовского морей. По результатам работы было принято решение по заселению Каспийского моря обитателями Азовского: червём нереис и моллюском синдесмией. Перевозки начались в 1939 году и быстро дали результат, вселенцы стали любимым кормом осетровых. За эту работу Зенкевич был удостоен I премии Московского общества испытателей природы в 1954 году.
В 1933 году арестован по обвинению в антисоветской деятельности. Через полгода ему был вынесен приговор «три года условно».
В 1935 году решением ВАК Наркомпроса РСФСР был утверждён в учёной степени доктора биологических наук и звании профессора без защиты диссертации.

Могила на Новодевичьем кладбище Москвы.

С 1948 года стал заведующим лабораторией бентоса Института океанологии имени П. П. Ширшова.
Был председателем Океанографической комиссии при Президиуме Академии наук (1951—1970), председателем Всесоюзного гидробиологического общества (1954—1970), вице-президентом Московского общества испытателей природы (1950—1970), главным редактором созданного по его инициативе журнала «Океанология» (1960—1970), членом редколлегий ряда отечественных и зарубежных научных журналов.
Был избран почётным доктором Марсельского университета (1960) и Английской морской биологической ассоциации (1959), членом Датского естественнонаучного общества (1957), членом учёного совета Французского океанографического института, членом Академии зоологии и членом-корреспондентом Морской биологической ассоциации Индии, членом Сербской академии наук и искусств(1947) и Академии зоологии в Агре (Индия, 1960). Член-корреспондент Лимского географического общества (Перу, 1968). С 1930 года до конца своей жизни, то есть в течение 40 лет, возглавлял кафедру зоологии беспозвоночных Московского государственного университета (в составе которой работал с 1917 года). Доктор биологических наук (1935), член-корреспондент АН СССР (1953), действительный член Академии наук СССР (1968), старался оставаться вне политики и не был членом КПСС.
В 1955 году подписал «Письмо трёхсот».
Умер 20 июня 1970 г. в Москве. Похоронен на Новодевичьем кладбище.

## Экспедиции
Участвовал в Байкальской экспедиции Московского университета (лето 1917). В 1949—1969 годах руководил многочисленными дальними океанскими экспедициями на исследовательских судах «Витязь» (1949, 1950, 1953, 1966) и «Академик Курчатов» (1968), а ранее на первом советском исследовательском судне «Персей» (1930-е гг., в Баренцевом, Белом и Карском морях).

## Награды
- Ленинская премия (1965)
- Сталинская премия второй степени (1951)
- Два ордена Ленина (1953, 1969)
- Орден Трудового Красного Знамени (1961)
- Медаль «В память 800-летия Москвы» (1948)
- Медаль «За доблестный труд в Великой Отечественной войне 1941—1945 гг.» (1945)
- Золотая медаль имени Ф. П. Литке Географического общества СССР (1956)
- Золотая медаль «Памяти Альберта I Принца Монакского» (1959) — высшая награда Французского Океанографического института
- Ломоносовская премия МГУ (1954)

## Память

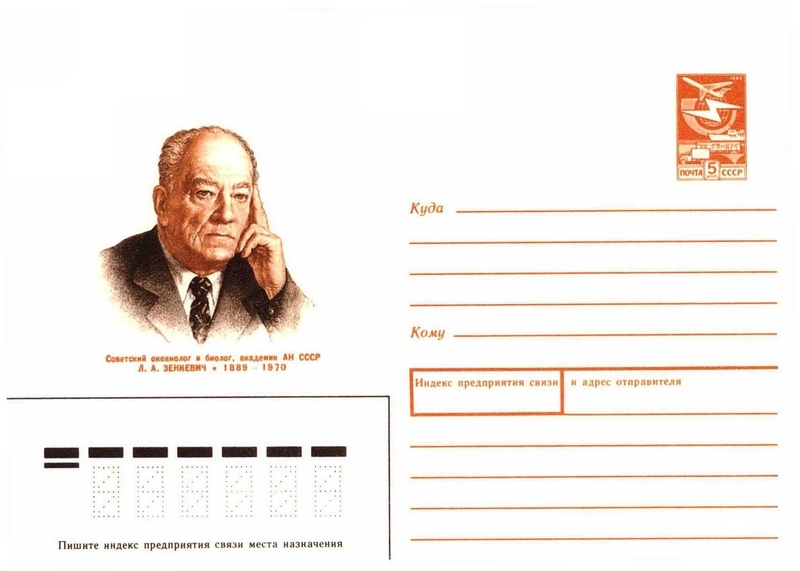
Посвящённый Л. А. Зенкевичу художественный маркированный конверт, СССР, 1989

В его честь назван подводный Вал Зенкевича в Тихом океане, открытый в 1953 году во время рейса НИС «Витязь».

## Основные труды
Редактор многих томов трудов ИО АН СССР, многотомных изданий «Руководство по Зоологии», «Жизнь животных», монографии «Тихий океан». Автор более 300 научных статей, более 10 книг и учебников.
- Зенкевич Л. А. Фауна и биологическая продуктивность моря. — М. ; Л. : Сов. наука. — Т. 1 : Мировой океан. — 1951[sic!]. — 507 с.
- Зенкевич Л. А. Фауна и биологическая продуктивность моря. — М. ; Л. : Сов. наука. — Т. 2 : Моря СССР, их фауна и флора. — 1947. — 588 с.
- Зенкевич Л. А. О задачах, объекте и методе морской биогеографии // Зоол. журн. 1947. Т. 26, вып. 3. С. 201—220.
- Зенкевич Л. А. Биологическая структура океана // Зоол. журн. 1948. Т. 27, вып. 2. С. 113—124.
- Зенкевич Л. А. Некоторые проблемы биогеографии моря как части общей географии // Вопр. географии. 1951. Сб. 24. С. 234—250.
- Зенкевич Л. А. Зенкевич Л. А. Биология морей СССР. — М. : Изд-во АН СССР, 1963. — 740 с.
- Зенкевич Л. А. О древности океана и о значении в решении этого вопроса истории морской фауны // Океанология. 1966. Т. 6, вып. 2. С. 195—207.
- Зенкевич Л. А. Избранные труды. М. : Наука, 1977. — Т. 1 : Биология северных и южных морей СССР. — 340 с. ; Т. 2 : Биология океана. — 244 с.
- Zenkevitch L.A. Biology of the seas of the USSR. — N. Y. : Wiley-Interscience, 1963. — 955 p.